# درخت مگس‌مرغ
درخت مگس‌مرغ (نام علمی: Sesbania grandiflora) نام یک گونه از تیره باقلاییان است.